# Ercole contro i tiranni di Babilonia
Hercule împotriva tiranului din Babilon (titlu original: Ercole contro i tiranni di Babilonia, distribuit în SUA ca Hercules and the Tyrants of Babylon) este un film italian  din 1964 regizat de Domenico Paolella despre eroul grec Hercule.  Rolurile principale au fost interpretate de actorii Peter Lupus (menționat ca Rock Stevens), Helga Liné și Mario Petri. Scenariul este scris de Paolella și Luciano Martino.

## Prezentare
Asparia, regina elenilor, a fost capturată de către babilonieni, dar reușește să-și ascundă identitatea și trăiește ca o sclavă obișnuită  în Babilon. [Hercule], interpretat de Peter Lupus (creditat ca Rock Stevens), este trimis s-o elibereze. Proprietarii de sclavi din Babilon au început să audă zvonuri și povestiri despre un singur om care poate învinge orice armată cu care se confruntă. Asparia conspiră cu un alt sclav pentru a trimite un mesaj lui Hercule despre locul unde se află.  Hercule,  în curând, se îndreaptă spre Babilon.
Cei trei frați care conduc Babilonul - frumoasa Taneal, războinicul Salman Osar și conservatorul Azzur - sunt vizitați de regele Phaleg din Asiria. Phaleg îi umple pe cei trei cu numeroase daruri, oferindu-le bogății nespuse în schimbul tuturor sclavilor din Babilon. Frații au suspiciuni cu privire la motivele lui Phaleg, crezând că intenționează să ridice o armată de la sclavi. Taneal îl seduce și îl droghează  pe regele asirian, descoperind că intenționează s-o găsească pe regina Asparia și să se căsătorească cu ea, pentru a crea un imperiu puternic al Asiriei și al grecilor. Frații sunt de acord ca să oprească acest lucru și trimit trupe pentru a-l ataca pe rege. Hercule descoperă planul și îi ajută pe asirieni, deoarece vrăjmașii lui sunt babilonienii. Astfel Hercule salvează viața regelui. Phaleg îl pune pe Hercule să facă  un jurământ de loialitate și apoi îl trimite în  Babilon, alături de câțiva dintre oamenii săi, pentru a o aduce pe Asparia.
În Babilon, cei trei frați conspiră unul împotriva celuilalt; Salman Osar și Azzur doresc să se căsătorească fiecare cu Asparia și să formeze un imperiu, în timp ce Taneal intenționează să fure bogăția orașului și apoi să-l distrugă prin intermediul unei roți uriașe subterane care sprijină fundația întregului Babilon, mecanism construit de Dedal.
Hercule o găsește pe Asparia și apoi începe să învârtă roata gigantică ca să distrugă orașul. Salman Osar îl ucide pe fratele său, apoi este zdrobit de clădirea care se prăbușește  în timp ce încearcă s-o ucidă pe sora lui. În timp ce escortele asiriene ale lui Hercule încearcă s-o fure pe Asparia și s-o ducă lui Phaleg, Taneal o ia ostatică pe regină. Phaleg și marele său contingent de cavalerie se îndreaptă spre a-și revendica noua mireasă, dar ei sunt întâmpinați de Hercule și de sclavii babilonieni eliberați. Phaleg este ucis de Hercule, iar soldații lui fug; Taneal se pare că se otrăvește mai degrabă decât să se confrunte cu judecata lui Hercule și a Aspariei. În cele din urmă, Hercule o conduce pe Asparia și pe eleni  înapoi în patria lor.

## Distribuție
- Rock Stevens/Peter Lupus : Hercule
- Anna-Maria Polani : Asparia, regina elenilor/grecilor
- Helga Liné : Taneal, sora lui Salman Osar și a lui Azzur
- Mario Petri : Phaleg, regele asirienilor
- Livio Lorenzon : Salmanassar / Salman Osar, fratele lui Azzur și a lui Taneal
- Tullio Altamura : Azzur, fratele lui Salman Osar și a lui Taneal
- Franco Balducci : Moksor
- Rosy De Leo : sclava Gilda
- Andrea Scotti : un tânăr cioban
- Diego Pozzetto : Behar
- Mirko Valentin : Glicon
- Diego Michelotti : Crissipos
- Eugenio Bottai : Ministrul Assur
- Emilio Messina : luptător
- Pietro Torrisi : luptător
- Gilberto Galimberti : luptător
- Amerigo Santarelli : luptător
- Puccio Ceccarelli : luptător

## Fișa tehnică
- Regizor:  Domenico Paolella
- Regizor asistent: Giancarlo Romitelli
- Scenarist: Luciano Martino și  Domenico Paolella
- Director  : Augusto Tiezzi, Totalscope Eastmancolor
- Durată:  94 min
- Producător: Fortunato Misiano
- Muzica: Angelo Francesco Lavagnino
- Distribuitor: Cosmopolis Films et les Films Marbeuf
- Țara: Italia, Romana Film  Roma
- Monteur: Jolanda Benvenuti
- Premiera: 24 noiembrie 1966
- Adaptat de  Michel Lucklin
- Costume de : Walter Patriarca
- Machiaj: Massimo Giustini
- Gen: Film peplum

## Producție
Este produs de studioul  Romana Film. 

## Lansare și primire
Filmul a avut un succes modest în cinematografele italiene.
A fost distribuit în SUA de American International Pictures. 